# Славутська міська територіальна громада
Славутська міська територіальна громада — територіальна громада в Україні, на території Шепетівського району Хмельницької області. Орган місцевого самоврядування — Славутська міська рада. Адміністративний центр — місто Славута.
Площа громади — 69,87 км², населення — 36 330 мешканців (2018).
Утворена 18 вересня 2018 року шляхом приєднання Варварівської сільської ради Славутського району до Славутської міської ради обласного значення.
Відповідно до Закону України «Про внесення змін до Закону України „Про добровільне об'єднання територіальних громад“ щодо добровільного приєднання територіальних громад сіл, селищ до територіальних громад міст республіканського Автономної Республіки Крим, обласного значення» громади, утворені внаслідок приєднання суміжних громад до міст обласного значення, визнаються спроможними і не потребують проведення виборів.

## Населені пункти
До складу громади входять місто Славута і 2 села: Варварівка і Голики.